# Jaculus blanfordi
Jaculus blanfordi is een zoogdier uit de familie van de jerboa's (Dipodidae). De wetenschappelijke naam van de soort werd voor het eerst geldig gepubliceerd door Murray in 1884.